# Eremobiotus
Eremobiotus är ett släkte av trögkrypare. Eremobiotus ingår i familjen Hypsibiidae.
Kladogram enligt Catalogue of Life:
| Eremobiotus | \| \| Eremobiotus alicatai \| \| \| \| \| \| Eremobiotus ovezovae \| \| \| \| |
|             | \| \| Eremobiotus alicatai \| \| \| \| \| \| Eremobiotus ovezovae \| \| \| \| |
|             | Acutuncus                                                                     |
|             |                                                                               |
|             | Astatumen                                                                     |
|             |                                                                               |
|             | Diphascon                                                                     |
|             |                                                                               |
|             | Doryphoribius                                                                 |
|             |                                                                               |
|             | Halobiotus                                                                    |
|             |                                                                               |
|             | Hebesuncus                                                                    |
|             |                                                                               |
|             | Hypsibius                                                                     |
|             |                                                                               |
|             | Isohypsibius                                                                  |
|             |                                                                               |
|             | Itaquascon                                                                    |
|             |                                                                               |
|             | Mesocrista                                                                    |
|             |                                                                               |
|             | Mixibius                                                                      |
|             |                                                                               |
|             | Paradiphascon                                                                 |
|             |                                                                               |
|             | Parascon                                                                      |
|             |                                                                               |
|             | Platicrista                                                                   |
|             |                                                                               |
|             | Pseodobiotus                                                                  |
|             |                                                                               |
|             | Pseudobiotus                                                                  |
|             |                                                                               |
|             | Ramajendas                                                                    |
|             |                                                                               |
|             | Ramazzottius                                                                  |
|             |                                                                               |
|             | Thulinius                                                                     |
|             |                                                                               |
|             | Eremobiotus alicatai                                                          |
|             |                                                                               |
|             | Eremobiotus ovezovae                                                          |
|             |                                                                               |

|  | Eremobiotus alicatai |
|  |                      |
|  | Eremobiotus ovezovae |
|  |                      |